# Takydromus stejnegeri
Takydromus stejnegeri är en ödleart som beskrevs av  Van Denburgh 1912. Takydromus stejnegeri ingår i släktet Takydromus och familjen lacertider. Inga underarter finns listade i Catalogue of Life.